# Píton-timorense
A píton-timorense (Python timoriensis) é uma espécie de cobras píton, encontrada no Sudeste Asiático.